# Ulf von Euler
Ulf Svante von Euler (ur. 7 lutego 1905 w Sztokholmie, zm. 9 marca 1983 tamże) – szwedzki fizjolog, laureat Nagrody Nobla w dziedzinie medycyny w 1970 roku.

## Życiorys
Był synem chemika Hansa von Eulera-Chelpina, profesora Uniwersytetu w Sztokholmie i laureata chemicznej Nagrody Nobla w 1929.
Studiował medycynę w Karolińskim Instytucie Medyczno-Chirurgicznym w Sztokholmie, w 1939 został profesorem tego instytutu. Instytut Karoliński wyłonił komitet noblowski w dziedzinie medycyny, w skład którego Euler wchodził w latach 1953–1960 oraz był sekretarzem w latach 1961–1965. W latach 1965–1975 Euler był prezesem Fundacji im. Nobla. Wchodził w skład wielu towarzystw i organizacji naukowych, m.in. Królewskiej Akademii Nauk w Sztokholmie, Królewskiej Akademii Nauk w Kopenhadze, Niemieckiej Akademii Przyrodników w Halle (Niemcy), Royal Society w Londynie. Był laureatem Nagrody Stouffera, został odznaczony szwedzkim Orderem Gwiazdy Polarnej. W 1979 otrzymał tytuł doktora honoris causa Akademii Medycznej w Łodzi.
W 1946 roku rozpoznał noradrenalinę jako przekaźnik impulsów nerwowych (tzw. neurotransmiter). Stwierdził, że gromadzi się ona w zakończeniach nerwów. Za prace nad mediatorami uwalnianymi na zakończeniach nerwowych, mechanizmami ich gromadzenia, uwalniania i unieczynniania został laureatem medycznej Nagrody Nobla w 1970, wspólnie z Amerykaninem Juliusem Axelrodem i Brytyjczykiem Bernardem Katzem. Badania Eulera, Axelroda i Katza przyczyniły się do zrozumienia podstawowych problemów związanych z przekazywaniem informacji w układzie nerwowym oraz umożliwiły opracowanie nowych metod leczniczych w neurologii i psychiatrii.